# U-9 (1935)
U-9 – niemiecki okręt podwodny typu IIB z okresu międzywojennego i II wojny światowej, zwodowany 30 lipca 1935 roku. Przyjęty do służby w Kriegsmarine 21 sierpnia 1935 roku, odbył sześć patroli wojennych na Morzu Północnym, po czym przetransportowany w częściach drogą śródlądową do Konstancy, przeprowadził 12 patroli na Morzu Czarnym przeciwko żegludze radzieckiej.
Podczas działań na morzach północnych Europy zatopił 8 jednostek cywilnych o łącznej pojemności 24 334 BRT oraz uszkodził cztery inne. Zatopił także jeden okręt podwodny. Na Morzu Czarnym uszkodził dwie jednostki radzieckie, zgłosił także zatopienie jednego tankowca. W okresie swojej służby przeprowadził także kilka nieudanych ataków torpedowych, w tym na polski niszczyciel ORP „Błyskawica”. Poza walką z jednostkami pływającymi, brał także udział w walkach z radzieckimi jednostkami lądowymi, ostrzeliwując cele lądowe za pomocą wystrzeliwanych spod wody pocisków rakietowych. 20 sierpnia 1944 roku został zatopiony w wyniku radzieckiego nalotu bombowego na Konstancę, po czym wydobyty przez Rosjan, został przeholowany do Mikołajowa i tam otrzymał oznaczenie TS-16. Zrezygnowano jednak z jego remontu z uwagi na rozmiar zniszczeń i pocięto go na złom.
Jednokadłubowy okręt miał 279 ton wyporności na powierzchni oraz 328 ton w zanurzeniu, napędzany na powierzchni dwoma silnikami Diesla oraz dwoma silnikami elektrycznymi w zanurzeniu, zdolny był do rozwinięcia prędkości – odpowiednio – 13 węzłów na powierzchni i 7 węzłów w zanurzeniu. Uzbrojenie okrętu stanowiło pięć torped G7a i G7e kalibru 533 mm oraz jedno działko kalibru 20 mm. W 1943 roku U-9 został wyposażony w wystrzeliwane spod wody pociski rakietowe WkSpr 42.

## Geneza
Okręt został zaprojektowany w tajnym biurze projektowym Ingenieurskantoor voor Scheepsbouw (IvS) w Holandii, gdzie nosił oznaczenie projektowe MVBIIB w wersji 1110B. Wśród przewidywanych zadań okrętów tego typu było przede wszystkim zabezpieczenie Bałtyku oraz żywotnych dla Niemiec linii żeglugowych między Niemcami i Szwecją, którymi transportowana była do Rzeszy ruda żelaza.
Kontrakt na budowę okrętu ze stocznią Germaniawerft został zawarty 2 lutego 1935 roku. Stępka pod jednostkę (nr stoczniowy: 543) została położona 8 kwietnia 1935 roku, po czym 30 lipca okręt został zwodowany w Kilonii. 21 sierpnia 1935 roku U-9 został przyjęty do służby w Kriegsmarine pod dowództwem kapitänleutnanta Hansa-Günthera Looffa, rozpoczynając swoje działania w składzie 1. Flotylli U-Bootów „Weddingen”.

## Konstrukcja jednostki
U-9 był przybrzeżnym jednokadłubowym okrętem podwodnym typu IIB w wersji 1110B – przy długości 42,7 metra, szerokości 4,08 metra i zanurzeniu 3,9 metra, wypierał 279 ton na powierzchni, w zanurzeniu zaś 329 ton. Napęd zapewniały dwa 6-cylindrowe czterosuwowe silniki Diesla Motorenwerke Mannheim MWM RS127S o łącznej mocy 700 KM przy 1000 obrotów na minutę oraz dwa silniki elektryczne SSW PG W322/26 o łącznej mocy 300 kW. Układ napędowy zapewniał mu możliwość osiągnięcia prędkości 13 węzłów na powierzchni oraz 7 węzłów w zanurzeniu. Okręt miał stosunkowo niewielki zasięg 3100 mil morskich przy prędkości 8 węzłów na powierzchni oraz 35–45 mil w zanurzeniu, przy prędkości podwodnej 4 węzłów. Znaczącą zaletą okrętu był bardzo krótki czas zanurzania awaryjnego, nieprzekraczający 25 sekund. Architektura i konstrukcja tych okrętów zapewniała im głębokość zanurzenia testowego wynoszącą 100 metrów. Stery głębokości umieszczone były na śródokręciu, zaś stery kierunku za dwoma śrubami.
Okręt wyposażony był w trzy wyrzutnie torpedowe kalibru 53,3 cm na dziobie, z dwiema torpedami G7a lub G7e w zapasie. U-9 nie miał na wyposażeniu klasycznego działa okrętowego – jego uzbrojenie uzupełniało jedynie jedno działko przeciwlotnicze kalibru 2 cm, od roku 1942 zastąpione przez podwójne działko tego samego kalibru. Zamiennie z torpedami okręt mógł przenosić do 18 wystrzeliwanych z wyrzutni torpedowych min.

## Służba okrętu
U-9 został przyjęty w skład Kriegsmarine 21 sierpnia 1935 roku, zaś z chwilą jej sformowania 27 września 1935 roku, został przydzielony do składu pierwszej po zakończeniu I wojny światowej niemieckiej jednostki okrętów podwodnych: 1. Flotylli U-Bootów w Kilonii. Bezpośrednie dowództwo flotylli – początkowo w praktyce wyłącznie U-9 – sprawował wówczas fregattenkapitän Karl Dönitz, który wprowadził bardzo intensywne szkolenia w podległej mu jednostce, którym podlegała także załoga U-9. Jakkolwiek U-9 wykorzystywany był do szkolenia, miał jednak status operacyjny – toteż w przeddzień rozpoczęcia operacji Fall Weiss, 25 sierpnia 1939 roku wyszedł na patrol bojowy, celem prowadzenia rekonesansu u wschodnich wybrzeży Szkocji. Po wybuchu wojny i powrocie z patrolu, 15 września okręt zawinął do bazy w Kilonii.

### Wolfgang Lüth

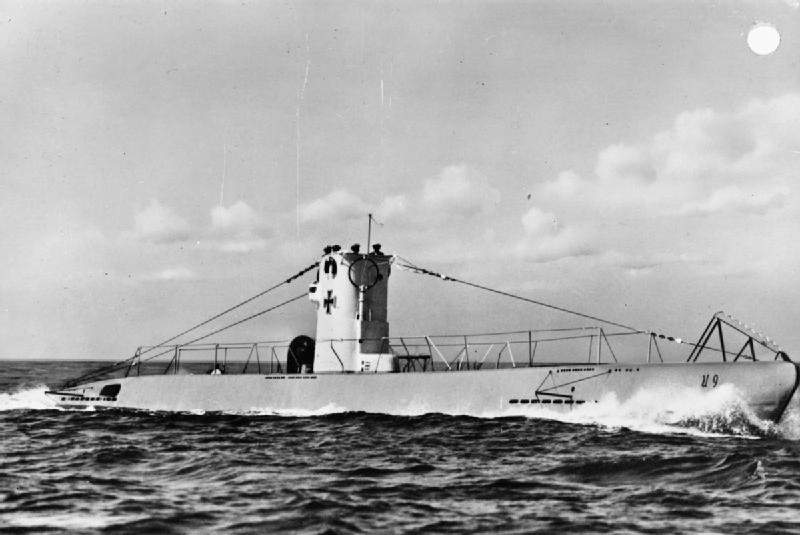
U-9 w 1936 roku

Przez kilka kolejnych miesięcy U-9 nie wyszedł na żaden patrol. 30 grudnia 1939 roku dowództwo okrętu zostało powierzone oberleutnantowi zur see Wolfgangowi Lüthowi – jednemu z najskuteczniejszych w przekroju całej wojny dowódców U-Bootów. Dwa tygodnie później okręt wyszedł na swój pierwszy patrol pod jego dowództwem, celem działań w pobliżu Kinnaird Head w Szkocji. Podczas  pierwszego patrolu, Lüth storpedował i zatopił szwedzki parowiec „Flandria” (1179 BRT), napotykany przez U-9 koło Wysp Zachodniofryzyjskich w drodze do wyznaczonego sektora. Dwie godziny później, krótko po północy 19 stycznia, U-9 napotkał i zatopił statek SS „Patria” o pojemności 1188 BRT. Ataki te wyczerpały zapas przenoszonych przez okręt torped, toteż 22 stycznia U-9 zakończył swój patrol w Wilhelmshaven.
5 lutego U-9 wyszedł na patrol celem prowadzenia operacji minowych w Moray Firth. Podczas tego patrolu Lüth postawił 9 min w pobliżu latarni Tarbat Ness. Na jednej z tych min 4 kwietnia tego samego roku zatonął brytyjski tankowiec „San Tiburcio” (5995 BRT). Gdy po postawieniu min U-9 opuścił Moray Firth, 11 lutego w pobliżu Orkadów zatopił estoński parowiec SS „Linda”. Po tym ataku, 17 lutego U-9 powrócił do bazy. Miesiąc później – 14 marca – U-9 wyszedł z Wilhelmshaven celem zwalczania brytyjskich okrętów podwodnych w Skagerraku; po sześciu dniach powrócił jednak do bazy.

#### Operacja Hartmud
4 kwietnia 1940 roku U-9 opuścił Kilonię z zalakowanymi rozkazami, celem wzięcia udziału w operacji Hartmud. Otwarte dwa dni później rozkazy kierowały okręt ku wybrzeżom Norwegii, gdzie począwszy od 9 kwietnia U-9 wspierać miał niemieckie oddziały i siły morskie w trakcie lądowania w Norwegii oraz zapobiegać jakimkolwiek brytyjskim próbom przeszkodzenia inwazji. Okręt został przydzielony do 3. Grupy U-Bootów, której rejonem operacyjnym był obszar w pobliżu Bergen. 14 kwietnia siły brytyjskie rozpoczęły lądowanie w Namsos i Åndalsnes, zaś jeszcze tej samej nocy U-9 i cztery inne niemieckie U-Booty 3. Grupy, pobrały w morzu paliwo z jednostki zaopatrzeniowej, po czym U-9 został skierowany do Ålesund celem zwalczania zaangażowanych w lądowanie alianckich sił morskich.

##### Atak na ORP Błyskawica
20 kwietnia U-9 napotkał i przeprowadził atak torpedowy na niszczyciel ORP „Błyskawica” typu Grom. Około południa z pokładu polskiego okrętu dostrzeżono eksplozję w wodzie, w odległości około 100 metrów od „Błyskawicy”. Jej przyczyna nie została wyjaśniona aż do następnego dnia, gdy przechwycony został radiowy meldunek Wolfganga Lütha z U-9 o zatopieniu polskiego niszczyciela na wschód od Szetlandów. Podobnie jak w kilku innych przypadkach podczas kampanii wrześniowej, okręt aliancki nie został storpedowany na skutek zawodności niemieckich zapalników magnetycznych Pi1. Po tym ataku U-9 udał się w drogę powrotną do Kilonii, dokąd zawinął 24 kwietnia 1940 roku, kończąc tym samym swój udział w kampanii norweskiej.

#### Fall Gelb
W odróżnieniu od większości okrętów podwodnych typów IIA i IIB, U-9 nie zakończył swojej działalności operacyjnej działaniami na wodach norweskich. Kilka dni przed rozpoczęciem przez Niemcy kampanii na Zachodzie – 5 kwietnia 1940 roku U-9 opuścił Kilonię, celem podjęcia patrolu na wodach duńskich i holenderskich. Wielka Brytania i Francja spodziewały się w tym czasie ataku III Rzeszy w kierunku zachodnim, co więcej przechwyciły nawet kopię planu ataku przez Niderlandy i Ardeny na Francję, wciąż jednak zakładały, że niemiecki atak będzie przypominał otwarcie I wojny światowej na Zachodzie. Alianci uważali, że będą w stanie zatrzymać niemieckie natarcie lądowe przez Belgię, obawiali się natomiast, że Niemcy przeprowadzą desant morski na Francję od północy, wychodząc w ten sposób na tyły wojsk anglo-francuskich walczących w krajach Beneluksu. Stąd też zgromadzili w Harwich wszystkie dostępne francuskie, brytyjskie oraz polskie jednostki podwodne, które pod jednolitym dowództwem wiceadmirała Maxa Hortona, miały prowadzić blokadę duńskiego i belgijskiego wybrzeża. Sytuację połączonej floty podwodnej trzech państw komplikowała postawa Holandii, która dysponowała kilkoma nowoczesnymi okrętami podwodnymi, a mimo pojawiających się od miesięcy ewidentnych sygnałów zbliżającego się niemieckiego ataku na ten kraj, pozostawała niewzruszenie neutralna, aż do chwili przekroczenia przez Wehrmacht holenderskiej granicy. W tej sytuacji, operacje holenderskiej floty podwodnej na tym obszarze oznaczały możliwość omyłkowego ataku alianckich okrętów podwodnych na jednostki holenderskie, których dowódcy nie znali brytyjskich procedur i znaków identyfikacyjnych. Spowodowało to, że adm. Horton wydał ścisłe rozkazy dla podlegających sobie okrętów, wprost zakazujące ataku na okręty podwodne w tym rejonie, do momentu nie budzącej jakichkolwiek wątpliwości ich identyfikacji jako okręty niemieckie. W szczególności, adm. Horton wymagał od swoich dowódców wymiany sygnałów rozpoznawczych z każdym napotkanym okrętem podwodnym lub podejście na tak bliską odległość do niego, aby była możliwa jednoznaczna identyfikacja wzrokowa. W takiej sytuacji każdy napotkany niemiecki okręt podwodny dysponował inicjatywą i przewagą taktyczną.

##### Atak na Doris

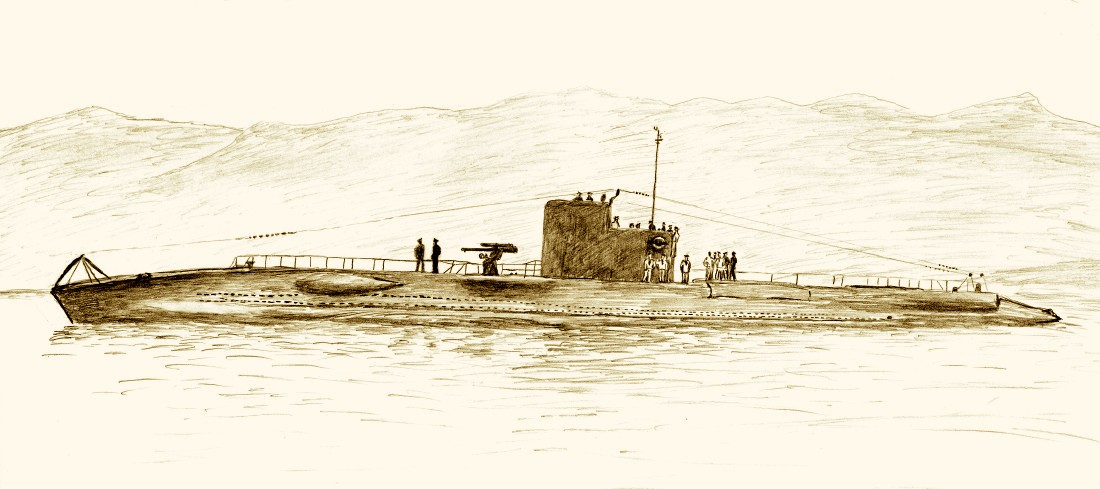
Szkic francuskiego okrętu podwodnego „Doris”

19 kwietnia 1940 roku, w towarzystwie „Amazone” oraz HMS „Shark”, z Harwich wyszedł francuski okręt podwodny „Doris” typu Circé, którego zadaniem w tym rejsie było patrolowanie wód wokół Helgolandu. Wkrótce jednak francuską jednostkę dotknęły poważne problemy techniczne związane z zawodnym dwusuwowym silnikiem, toteż zmuszona była do powrotu celem dokonania prowizorycznych napraw. Okręt ponownie wyszedł w morze 7 maja – dwa dni po wyjściu w morze U-9, który jako jeden z jedynie dwóch U-Bootów (obok U-7), został przydzielony do operacji Fall Gelb. Wbrew bowiem alianckim obawom, w związku z dużymi stratami w Norwegii, Kriegsmarine nie była w tym czasie w stanie przeprowadzić morskiej operacji desantowej.
Nocą 9 maja z mostku niemieckiego okrętu dostrzeżono sylwetkę okrętu podwodnego w odległości 3000–4000 metrów, a po kilku manewrach stawiających okręt w lepszej pozycji do strzału, z odległości 700 metrów Oblt. Lüth rozkazał odpalić dwie torpedy – G7a oraz G7e z napędem elektrycznym. Jedna z nich trafiła nieprzyjacielską jednostkę tuż za kioskiem, po czym w wielkiej eksplozji „Doris” natychmiast zatonęła. Eksplozja drugiej torpedy – prawdopodobnie G7e, zgodnie z raportem Wolfganga Lütha – nastąpiła dopiero po 12 minutach poza zasięgiem widoczności. Eksplozja „Doris” została także zaobserwowana, w postaci huku i błysku na horyzoncie, z pokładu ładującego w tym czasie akumulatory drugiego francuskiego okrętu „Amazone”. Według niektórych źródeł, mimo eksplozji, z załogi francuskiego okrętu ocalały dwie osoby.
Zatopienie „Doris” nie zakończyło patrolu U-9, który wciąż znajdował się w tranzycie do swojego sektora operacyjnego u wybrzeży Belgii. W wyznaczonym sobie sektorze 11 maja zatopił dwie kolejne jednostki – estoński parowiec „Viiu” (1908 BRT) oraz brytyjski „Tringa” (1930 BRT). Zmusiło to Wolfganga Lütha do powrotu do Wilhelmshaven, celem uzupełnienia zapasu torped i innych zapasów zużywalnych. Uzupełnienie przeprowadzono nocą z 15 na 16 maja, po czym okręt natychmiast wznowił swój patrol. 23 maja w pobliżu Zeebrugge U-9 zatopił niemiecki frachtowiec „Sigurd Faulbaum” (3256 BRT), który został wcześniej zajęty przez Brytyjczyków i znajdował się w drodze do Wielkiej Brytanii, kierowany przez załogę pryzową. 23 maja U-9 został wykryty przez niszczyciele, które przeprowadziły trwający kilka godzin atak na niemieckiego U-Boota za pomocą bomb głębinowych. Po odniesieniu uszkodzeń spowodowanych eksplozjami podwodnymi, U-9 zakończył swój patrol 30 kwietnia w Kilonii. 10 czerwca Lüth zszedł z okrętu, aby przejść szkolenie techniczne Baubelehrung, a następnie 27 czerwca objąć dowództwo nowego U-138 typu IID, zaś 11 czerwca dowództwo U-9 objął Oblt. Wolfgang Kaufmann.

### Morze Czarne
Pod nowym dowództwem, w lipcu 1940 roku okręt został przeniesiony do 24. Flotylli U-Bootów w Gdańsku, gdzie łączył rolę operacyjną z funkcją treningową, już jednak w listopadzie tego samego roku został ponownie przeniesiony do 21. Flotylli w Piławie, gdzie wyłączony ze służby operacyjnej do maja 1942 roku służył odtąd jako okręt szkolny.
| KrvKpt. Hans-Günther Looff           | 21 sierpnia 1935     | 1936/1937            |
| Kptlt. Werner von Schmidt            | 30 września 1935     | 1 października 1937  |
| Kptlt. Ludwig Mathes                 | 1 października 1937  | 18 września 1939     |
| Oblt. Max-Martin Schulte             | 19 września 1939     | 29 grudnia 1939      |
| Oblt. Wolfgang Lüth                  | 30 grudnia 1939      | 10 czerwca 1940      |
| Oblt. Wolfgang Kaufmann              | 11 czerwca 1940      | 20 października 1940 |
| Kptlt. Joachim Deecke                | 21 października 1940 | 8 czerwca 1941       |
| Oblt. Hans-Joachim Schmidt-Weichert  | 2 lipca 1941         | 18 kwietnia 1942     |
| (wakat)                              | 1 maja 1942          | 27 października 1942 |
| Kptlt. Hans-Joachim Schmidt-Weichert | 28 października 1942 | 15 września 1943     |
| Oblt. Heinrich Klapdor               | 16 września 1943     | 31 marca 1944        |
| Oblt. (R) Martin Landt-Hayen         | 5 kwietnia 1944      | 6 kwietnia 1944      |
| Kptlt. Klaus Petersen                | 7 kwietnia 1944      | czerwiec 1944        |
| Oblt. Heinrich Klapdor               | czerwiec 1944        | 20 sierpnia 1944     |

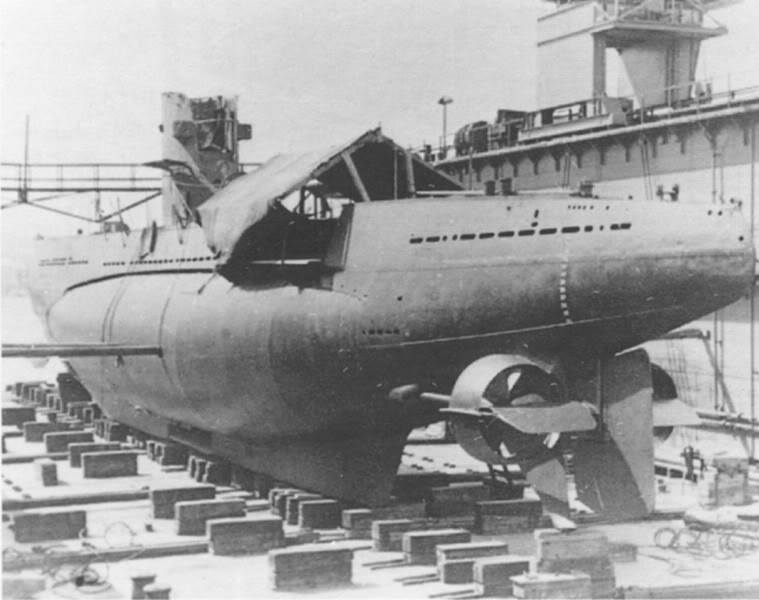
U-18 – okręt siostrzany U-9 podczas ponownego montażu w Gałaczu, po przetransportowaniu nad Morze Czarne. Zwracają uwagę duże osłonięte pędniki okrętu, umieszczone przed sterami kierunku i zanurzenia.

Po niemieckim ataku na Związek Radziecki, w kwietniu 1942 roku Niemcy podjęli przygotowania do dyslokacji na Morzu Czarnym okrętów podwodnych. Okręty typu IIB były wystarczająco niewielkie, aby w elementach przetransportować je lądem do działań na Morzu Czarnym. W przeciwieństwie jednak do I wojny światowej, wobec neutralności Turcji, Niemcy nie miały możliwości transportu okrętów koleją do Poli na Morzu Śródziemnym, skąd przez Bosfor mogłyby przepłynąć na Morze Czarne. Co więcej, w przeciwieństwie do przetransportowanych podczas poprzedniej wojny jednostek typów UB I o długości 28 metrów i UC I o długości 34 metrów, okręty typu IIB miały niemal 43 metry długości. Po rozważeniu wielu możliwości, niemieckie dowództwo podjęło więc decyzję o przetransportowaniu okrętów w elementach drogą wodną z Bałtyku przez kanał Kaisera-Wilhelma, następnie Łabą do Drezna, po czym autostradą do Ingolstadt, gdzie miały być załadowane na wcześniej przygotowane barki, które Dunajem przewieźć je miały do Gałacza w Rumunii. Tam miały być ponownie zmontowane, po czym już o własnych siłach przepłynąć do Konstancy. Jako pierwsze drogę tę pokonały U-9, U-19 i U-24, po czym w drugiej grupie kilka miesięcy później przetransportowane zostały U-18, U-20 i U-23. Wszystkie razem utworzyły tam 30. Flotyllę.
U-9 został drugim w kolejności okrętem wybranym do transferu na Morze Czarne – po U-24. W maju 1942 roku okręt został częściowo rozebrany w Kilonii, podzielony na podstawowe sekcje kadłuba o wadze 140 ton i tak został przewieziony do Rumunii, po usunięciu zeń silników, kilu, sekcji górnego pokładu, kiosku, sterów, śrub i innych elementów. 28 października 1942 roku okręt został przywrócony do służby i włączony w skład 30. Flotylli. Od listopada 1942 do sierpnia 1944 roku odbył 12 patroli z Konstancy, wszystkie w pobliżu brzegu Kaukazu, podczas których zaangażowany był w zwalczanie radzieckiej żeglugi. 27 grudnia 1942 roku został wykryty niedaleko Soczi przez radziecki trałowiec, który zaatakował go ośmioma bombami głębinowymi, które spowodowały jednak jedynie niewielkie uszkodzenia. 5 maja 1943 roku storpedował i uszkodził zbiornikowiec „Kreml” (7666 BRT). Zniszczenia radzieckiej jednostki były na tyle poważne, że nie nadawała się do remontu i dalszego użytku.

#### Użycie pocisków rakietowych
| 11 listopada 1942 – 1 grudnia 1942     |
| 1 grudnia 1942 – 7 stycznia 1943       |
| 3 lutego 1943 – 3 marca 1943           |
| 17 kwietnia 1943 – 10 maja 1943        |
| 20 maja 1943 – 12 czerwca 1943         |
| 26 sierpnia 1943 – 10 września 1943    |
| 2 października 1943 – 6 listopada 1943 |
| 28 listopada 1943 – 25 grudnia 1943    |
| 21 lutego 1944 – 28 lutego 1944        |
| 23 marca 1944 – 1 kwietnia 1944        |
| 26 kwietnia 1944 – 28 maja 1944        |
| 15 lipca 1944 – 11 sierpnia 1944       |

Latem 1943 roku najpierw U-24, a następnie U-9 otrzymały rozkaz wejścia do suchego doku w rumuńskiej Konstancy. Tam jednostki zostały ukryte za pomocą siatek maskujących i plandek, zaś większość załóg zwolniona na ląd, z zakazem powrotu na okręty do momentu ich wezwania. Po zakończeniu prac, dopiero gdy okręty ponownie znalazły się w morzu, członkowie załóg odkryli nowe przytwierdzone do kilu urządzenia – niewidoczne z zewnątrz (nawet gdy okręty znajdowały się na powierzchni) – ramy na obu burtach poniżej linii wodnej, mieszczące pociski rakietowe WkSpr 42. Celem montażu tego rodzaju uzbrojenia, była możliwość przeprowadzania przez U-9 ataków na cele lądowe, którego to rodzaju działalność okręt prowadził aż zakończenia swojej kampanii czarnomorskiej.
12 października 1943 roku niedaleko Jałty U-9 bez powodzenia przeprowadził atak torpedowy na radziecki niszczyciel. 29 października zgłosił atak na zbiornikowiec niedaleko Jałty, który według raportu prawdopodobnie zatonął. 23 marca 1944 roku, gdy U-9 pobierał w paliwo w porcie w Teodozji, 18 radzieckich samolotów szturmowych Ił-2 wykonało nalot na port. Jedna ze zrzuconych bomb uszkodziła kadłub U-9, raniąc także dowódcę okrętu. Artylerzyści okrętu zgłosili jednak zestrzelenie dwóch z atakujących samolotów za pomocą okrętowego działka kal. 20 mm. U-9 został wówczas przeprowadzony do Jałty, a następnie Sewastopola przez I oficera Wolfa-Dietricha Dehrmanna, celem przeprowadzenia pilnych napraw. 5 kwietnia dowództwo okrętu objął Martin Landt-Hayen, celem przeprowadzenia 24-godzinnego tranzytu z Sewastopola do Konstancy, 7 kwietnia zaś Kptlt. Klaus Petersen, który zastępował rannego w nalocie Oblt. Heinricha Klapdora.
Pod jego dowództwem 26 kwietnia okręt wyszedł na swój kolejny patrol, podczas którego storpedował i uszkodził radziecki okręt patrolowy „Sztorm”, zaś 17 maja uszkodził nierozpoznany tankowiec. Ataki te spotkały się z radzieckim kontratakiem, między innymi 11 maja, kiedy okręt został obrzucony bombami głębinowymi przez okręt eskorty, które wyrządziły jednak jedynie niewielkie uszkodzenia. 25 maja w pobliżu Tuapse U-9 bez powodzenia zaatakował radziecki okręt patrolowy. 15 lipca 1944 roku okręt wyszedł na swój ostatni – 12 na Morzu Czarnym – patrol, z którego powrócił do Konstancy 11 sierpnia. Kilka dni później, 20 sierpnia, U-9 został zatopiony podczas radzieckiego nalotu na Konstancę.

## Po wojnie
22 października 1944 roku wrak U-9 został podniesiony przez Sowietów i odholowany do Mikołajowa. 19 kwietnia 1945 otrzymał nazwę TS-16 z zamiarem jego remontu, jednak 12 grudnia 1946 roku z uwagi na rozmiar zniszczeń zrezygnowano z niego, i znajduje się obecnie w ekspozycji muzeum morskiego Floty Czarnomorskiej w Sewastopolu.
| 1. Flotylla  | 27 września 1935     | 1 sierpnia 1939      | operacyjno-szkoleniowy |
| 1. Flotylla  | 1 października 1939  | 31 grudnia 1939      | służba szkoleniowa     |
| 1. Flotylla  | 1 Jan 1940           | 30 Jun 1940          | status operacyjny      |
| 24. Flotylla | 1 Jul 1940           | 31 października 1940 | służba treningowa      |
| 21. Flotylla | 1 listopada 1940     | 18 kwietnia 1942     | okręt szkolny          |
| 30. Flotylla | 28 października 1942 | 20 sierpnia 1944     | status operacyjny      |

## Podsumowanie
Przyjęty do służby w Kriegsmarine 21 sierpnia 1935 roku U-9, przeprowadził 18 wojennych patroli bojowych – sześć podczas kampanii wojennych w Polsce, na zachodzie i północy Europy, oraz dwanaście patroli na Morzu Czarnym w trakcie niemieckiej wojny ze Związkiem Radzieckim. Niektóre źródła podają liczbę 19 patroli, licząc odrębnie jako osobny patrol ostatni rejs Wolfganga Lütha, gdy wracał do przydzielonego mu sektora po uzupełnieniu zapasów. Podczas działań na morzach północnych Europy zatopił 8 jednostek cywilnych przeciwnika o łącznej pojemności 24 334 BRT uszkodził także cztery inne. Zatopił także jeden okręt podwodny. Na Morzu Czarnym uszkodził dwie jednostki radzieckie, zgłosił także zatopienie jednego tankowca. Przeprowadził także kilka nieudanych ataków torpedowych, w tym na polski niszczyciel „Błyskawica”. Poza walką z jednostkami pływającymi, brał także udział w walkach z radzieckimi jednostkami lądowymi, ostrzeliwując cele lądowe za pomocą wystrzeliwanych spod wody pocisków rakietowych.